# Protestas de Juliaca de 1965
Las protestas de Juliaca de 1965 ocurrieron en aquella ciudad entre el 4 y 14 de noviembre del año 1965. Se trató de una manifestación en exigencia al gobierno central y marcó un hito en su historia local con la finalidad de modernizarse.

## Contexto
A inicios de los años 1960 se formó la Corporación de Fomento y Promoción social y Económica de Puno, creado en el segundo gobierno de Manuel Prado para atender las necesidades de la región de Puno. Sin embargo, aquella cooperativa gestionada como asamblea tuvo una crisis administrativa para gestionar los recursos producidos por la región, además que llevó a una malversación de fondos.
Luego de mostrar el rechazo hacia el entonces ministro de Estado, Javier Alva Orlandini, en noviembre de 1965 se realizó un paro con la ayuda de sindicatos anticentralistas. Entre sus reclamos fueron en la construcción de agua y desagüe.  Esto conllevó a la detención de su alcalde. Además, cinco manifestantes fallecieron quienes recibieron el nombre de Mártires del 4 de Noviembre. Luego de varios días, finalmente se logró atender las necesidades como la construcción de los servicios básicos de agua, desagüe y electricidad.

## Fallecidos
- Santiago Mamani
- Patricio Quispe
- Germán Humpiri
- Mariano Pandia